# Isoleercel

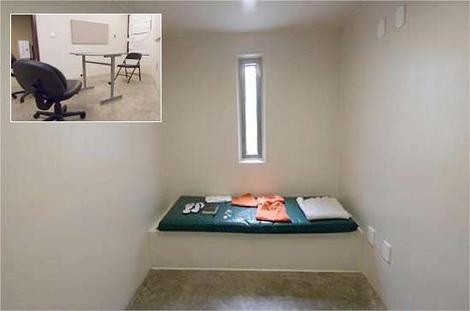
Isoleercel in Guantanamo Bay. De inzet laat een verhoorkamer zien.

Een isoleercel wordt gebruikt in gevangenissen, psychiatrische klinieken en in instellingen voor mensen met een verstandelijke beperking. De gevangene of verpleegde kan er als beschermingsmaatregel voor zichzelf of zijn omgeving ook in worden vastgebonden.

## Isoleercel in de gevangenis
Eenzame opsluiting in een sterk versoberde cel kan in Nederland gebruikt worden als disciplinaire maatregel binnen de gevangenis. In andere landen, zoals de Verenigde Staten, kan isolatie ook als langdurige straf worden opgelegd. Men spreekt ook wel van een strafcel of een 'kale cel'. Als er een raam voorhanden is, is dat voorzien van matglas en heeft als functie om de geïsoleerde gedetineerde compleet van de buitenwereld te isoleren. 's Nachts krijgt de gedetineerde een matras en een deken. Als een gevangene deze straf opgelegd krijgt, mag dit hooguit een of twee weken duren per overtreding. Verder dient er dagelijks een gesprek te zijn met een gevangenisarts om te controleren of de gevangene dit medisch/psychisch wel aankan. Zo niet, dan kan als vervangende maatregel bijvoorbeeld radio en/of televisie uit zijn gewone cel voor de duur van de disciplinaire straf worden verwijderd.

## Afzonderen in de psychiatrie
In psychiatrische instellingen in Nederland wordt meestal gesproken van 'afzonderen', 'separeren' of 'isoleren' in een 'prikkelarme omgeving' als het uit veiligheidsoverwegingen opsluiten van patiënten in een celachtige ruimte bedoeld wordt. Zo'n ruimte noemt men separeercel, isoleercel of prikkelarme kamer. De ruimte is vaak voorzien van cameratoezicht zodat de patiënt nauwlettend in de gaten kan worden gehouden als dit nodig is.

## Gehandicaptenzorg
In instellingen voor mensen met een verstandelijke beperking wordt voor een afgesloten sober ingerichte kamer het begrip 'time-outruimte' gebruikt.

## Mentaal welbevinden en mensenrechten
Eenzame opsluiting heeft een sterk negatief effect op het mentaal welbevinden van gevangenen. Gevangenen die langere tijd in een isoleercel zitten ontwikkelen hallucinaties en blindheid. Ook depressie, angststoornissen, verwarring, paranoia, en onbeheersbare rillingen komen voor bij gevangenen die langere tijd in de isoleercel vastzitten. Gevangenen die langer dan een jaar vastzitten ontwikkelen blijvende klachten. Mensenrechtenactivisten noemen eenzame opsluiting ookwel een psychologische vorm van marteling. In sommige landen wordt de isoleercel ook letterlijk om die reden toegepast.
In een aantal landen is sinds ca 1975 aandacht voor het terugdringen van het gebruik van isoleercellen. Uitgangspunt is dat het contact met de medemens een grondrecht is en dat elke vorm van isolatie uitsluitend mag worden toegepast als laatste redmiddel, als er geen andere opties meer zijn. Daarnaast zijn er zorgen dat het isoleren van gevangenen niet bij zou dragen aan het doel van het rechtsysteem om gevangenen te rehabiliteren. De VN paste in 2015 een reeds bestaande resolutie over ethiek in gevangenissen aan, waar langer dan 15 dagen isoleren als een ontoelaatbare vorm van marteling werd opgenomen.